# Marcelo Mabilia
Marcelo Mabilia (født 31. oktober 1972) er en tidligere brasiliansk fodboldspiller.